# Karin Stackelberg
Karin Stackelberg, född 2 juli 1877 i Göteborg, död 16 mars 1957 i Gränna, var en svensk målare och tecknare.
Hon var dotter till intendenten och kammarherren Adam Magnus Emanuel Lagerberg och Tekla Wahlström samt från 1912 gift med sjukgymnasten Axel Wolter Reinhold Louis Stackelberg och syster till Brita Lagerberg. Hon studerade konst vid Académie Julian i Paris, Münchner Künstlerinnenverein och Heyman-Brockdorf-Schule i München samt porträttmåleri för Harold Speed i London och Claudio Castelucho i Spanien. Tillsammans med sin syster ställde hon ut på Gummesons konsthall 1916 och 1926. Hon medverkade i ett flertal samlingsutställningar bland annat i Porträttsalongen i Dresden 1904, Parissalongen 1910, Föreningen Svenska Konstnärinnors utställningar på Konstakademin 1911 och i Lund 1912 samt på Liljevalchs konsthall 1917, Madonnautställningen i Florens 1930 och utställningen med kvinnlig konst i Kristianstad 1934 samt Jubileumsutställningen i Gränna 1952 dessutom medverkade hon i utställningar med Konstföreningen för södra Sverige. Hennes konst består till största delen av porträtt men hon målade även interiörer, djurmotiv och landskapsskildringar utförda i olja eller akvarell.